# Myiobius
Myiobius är ett fågelsläkte inom ordningen tättingar i den nyligen urskilda familjen krontyranner. Släktet omfattar fyra arter med utbredning i Latinamerika från sydöstra Mexiko till sydöstra Brasilien och nordvästra Bolivia:
- Brunbröstad myjob (M. villosus)
- Svavelgumpad myjob (M. sulphureipygius)
- Borstmyjob (M. barbatus)
- Svartstjärtad myjob (M. atricaudus)

Myjoberna i Myiobius och Terenotriccus kategoriserades länge som en del av familjen tyranner (Tyrannidae). DNA-studier visar dock att de liksom krontyrannerna snarare stod närmare tityrorna (Tityridae), varvid flera taxonomiska auktoriteter flyttade dem dit, tillsammans med enigmatiska vassnäbben. Resultat från senare genetiska studier visar dock att de snarare utgör en avlägsen systergrupp till tyrannerna. Författarna till denna studie rekommenderade att de istället bör placeras i en egen familj, Onychorhynchidae. 2025 tilldelades familjen namnet krontyranner av Birdlife Sveriges taxonomikommitté.